# Muratti Gold Cup
Der Muratti Gold Cup war ein britischer Bahnradsportwettbewerb, der als Einzelrennen mit Massenstart auf der Radrennbahn von Manchester ausgetragen wurde.

## Geschichte
Das Rennen wurde 1899 begründet und fand mit größeren Abständen bis 1975 in Manchester statt. Namensgeber für den Wettbewerb war die Tabakfirma Muratti, die beim ersten Rennen einen Pokal im Wert von 100 Guineen stiftete. Der Cup hatte 63 Ausgaben. Der Muratti Gold Cup wurde über eine Distanz von in der Regel 10 britischen Meilen gefahren. Sieger wurde, wer als Erster die Distanz beendete (vergleichbar dem heutigen Scratch).

## Sieger
- 1899  Tommy Childs
- 1900  Tommy Davies
- 1901  Roland Janson
- 1902  Bill Webb
- 1903  Bill Webb
- 1904  Ernest Payne
- 1905  Jimmy S. Benyon
- 1906  Ernest Payne
- 1907  Ben Jones
- 1908  Tom Sherratt
- 1909  Ben Jones
- 1910  Ernest Payne
- 1911  Reginald Player
- 1912  Victor Louis Johnson
- 1913  Thomas Johnson
- 1914  David Hodgetts
- 1915–1918 nicht ausgetragen
- 1919  Albert White
- 1920  Thomas Johnson
- 1921  Albert White
- 1922  Albert White
- 1923  Albert Theaker
- 1924  Albert Theaker
- 1925  John Sibbit
- 1926  Georg Owen
- 1927  Albert Theaker
- 1928  Willy Hoe Hansen
- 1929  Harry Wyld
- 1930  John Sibbit
- 1931  Dennis Horn
- 1932  Dennis Horn
- 1933  Dennis Horn
- 1934  Toni Merkens
- 1935  Dennis Horn
- 1936  Dennis Horn
- 1937  Henk Ooms
- 1938  Eddie Gorton
- 1939  Ralph Dougherty
- 1940–1945 nicht ausgetragen
- 1946  Tommy Godwin
- 1947  Tommy Godwin
- 1948  Alan Bannister
- 1949  Tommy Godwin
- 1950  Alan Bannister
- 1951  Raphaël Glorieux
- 1952  Russell Mockridge
- 1953  James Nevin
- 1954  Harry Hardcastle
- 1955  Clive Middleton
- 1956  Eric Thompson
- 1957  John Geddes
- 1958  Mike Gambrill
- 1959  Jan Buis
- 1960  Piet van der Lans
- 1961  Barry Hoban
- 1962 nicht ausgetragen
- 1963  Dave Bonner
- 1964  Arie de Graaf
- 1965 nicht ausgetragen
- 1966  Wim Koopman
- 1967  Trevor Bull
- 1968 nicht ausgetragen
- 1969  Ian Hallam
- 1970  Ian Hallam
- 1971  Ian Hallam
- 1972 nicht ausgetragen
- 1973  Mick Bennett
- 1974  Willie Moore
- 1975  Ian Banbury